# Черифи, Туфик
Туфик Черифи (нидерл. Toufik Cherifi; род. 19 октября 2001) — алжирский футболист, полузащитник клуба «Клуб Африкен».

## Клубная карьера
Черифи — воспитанник клуба «Кабилия». 24 августа 2021 года в матче против «Параду» он дебютировал в алжирской Лиге 1. В начале 2022 года Черифи перешёл в тунисский «Клуб Африкен». 6 апреля в матче против «Монастира» он дебютировал в тунисской Лиге 1.